# Możdżany
Możdżany (niem. Mosdzehnen, 1930–1945 Borkenwalde) – wieś w Polsce, położona w województwie warmińsko-mazurskim, w powiecie giżyckim, w gminie Kruklanki.
Na południowo-zachodnim krańcu Puszczy Boreckiej. 
W latach 1975–1998 miejscowość administracyjnie należała do województwa suwalskiego.

## Integralne części wsi
| SIMC    | Nazwa            | Rodzaj      |
| ------- | ---------------- | ----------- |
| 0761466 | Borki            | osada       |
| 0761489 | Jurkówko         | osada leśna |
| 0761472 | Knieja Łuczańska | osada       |
| 0761495 | Wolisko          | osada       |

## Historia

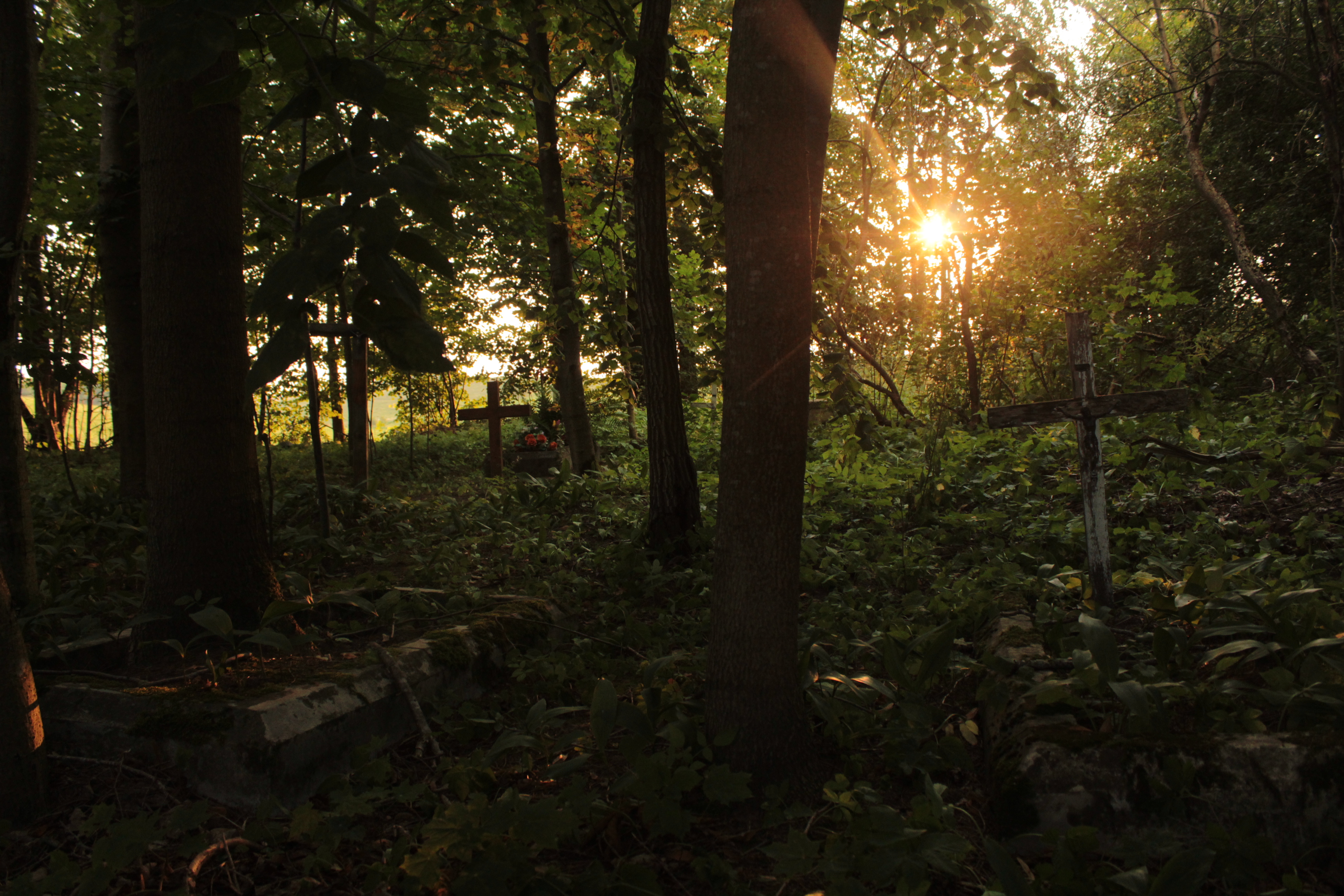
Cmentarz w Możdżanach (na zachód od centrum wsi)

Wieś służebna powstała przed 1519 (najprawdopodobniej jeszcze w XV w.) na półnc od Węgorzewa, na wschodnim brzegu Węgorapy. W 1522 Jan Dorsz otrzymał przywilej lokacyjny od wielkiego mistrza zakonu krzyżackiego Albrechta Hochenzollerna. Początkowo majątek nazwano Jeger, później zmieniono na Mosehnen. Obszar dóbr wynosił 12 łanów, czyli ok. 200 ha i był położony pomiędzy Nową Wsią a Stulichami.
Mieszkańcy Możdżan byli strażnikami leśnymi. W okolicach Węgoborka było coraz mniej lasów i służbę ich uznano tam za zbyteczną, więc na początku XVII w. mieszkańców przeniesiono w rejon Puszczy Boreckiej na miejsce, gdzie wieś istnieje obecnie. Dzięki temu rozwiązaniu mogli skuteczniej wykonywać swoje obowiązki.

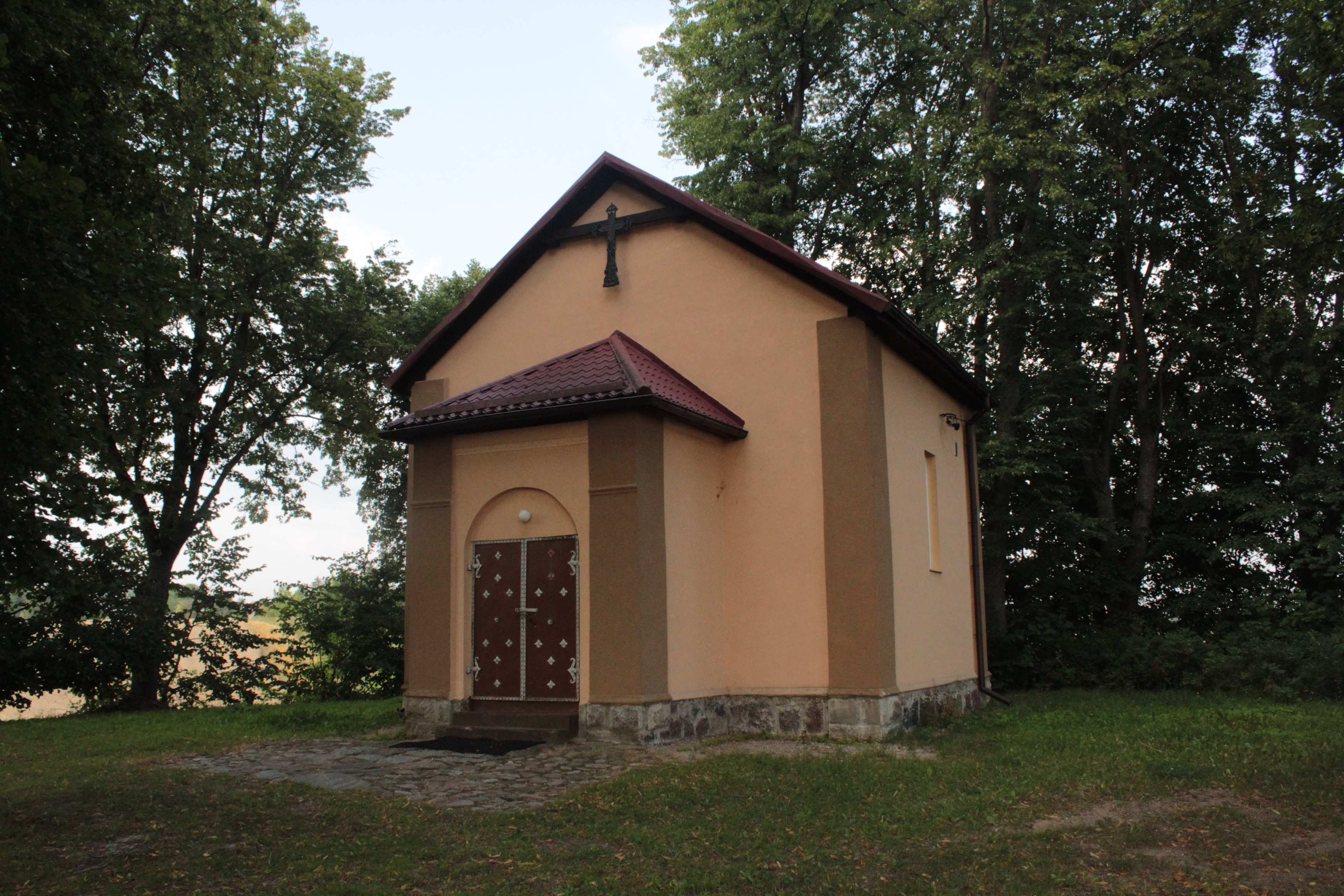
Kaplica Dobrego Pasterza

Teren po dawnej wsi Możdżany został wykupiony w 1613 przez węgorzewskich mieszczan.
W XIX w. na zachód od obecnego centrum wsi założono cmentarz wiejski ewangelicki. Drugi znajduje się na północ od Borek.
Na przełomie XIX i XX w. majątek był w rękach kolejno rodzin Kramer, Bucholz i Waschau-Wittenhof, jednak na skutek bankructwa w latach 20. ubiegłego stulecia uległ on rozparcelowaniu i sprzedane nowym osadnikom.

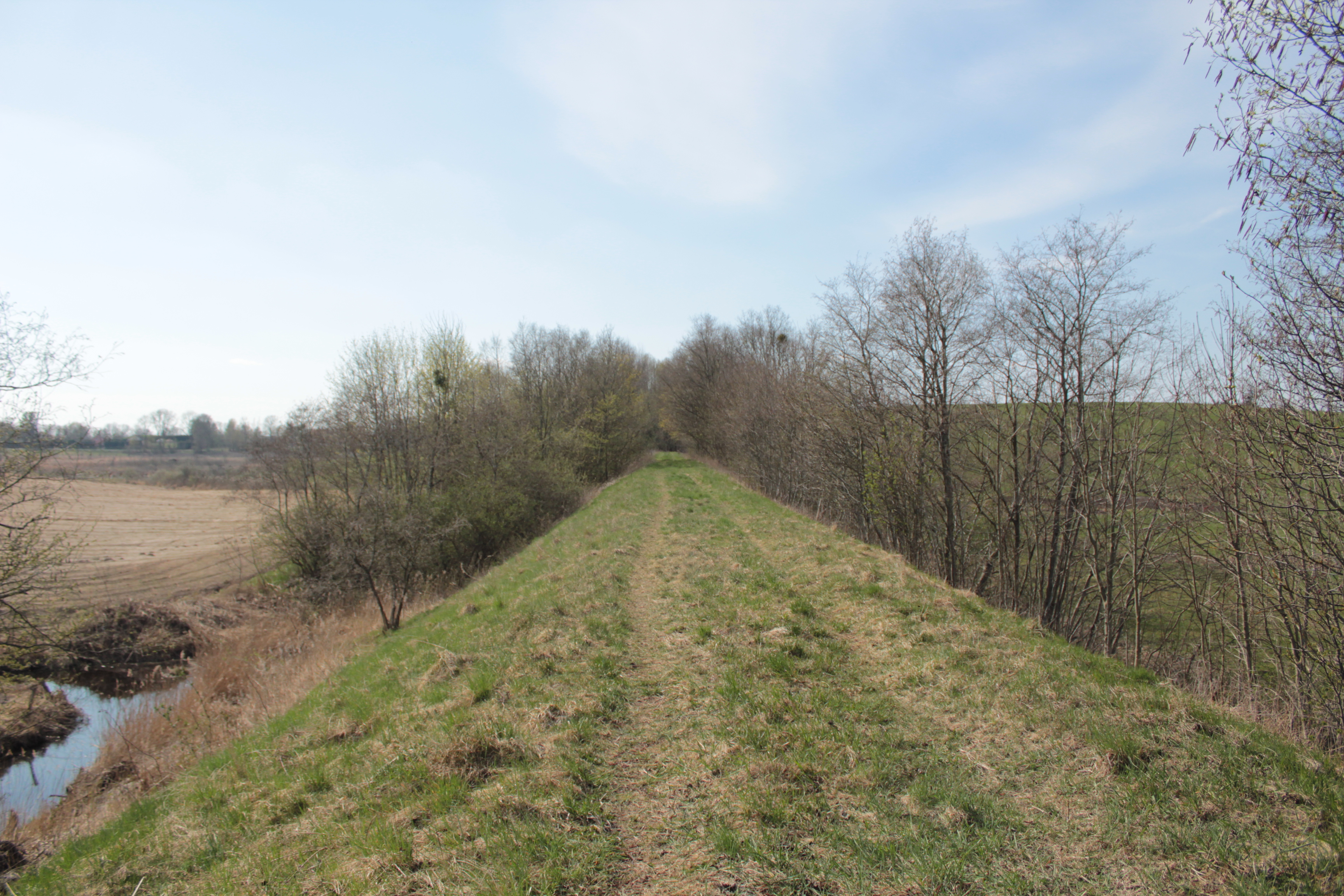
Nasyp kolejowy (widok w stronę Kruklanek)

Mniej więcej w tym okresie na południowym krańcu wsi wybudowano kaplicę grobową, w której spoczywają doczesne szczątki Kramerów i Bucholz. Po II wojnie światowej zaadaptowano ją na kaplicę filialną rzymskokatolickiej parafii w Kruklankach.
W latach 1908–1945 przez wieś przechodziła lina kolejowa Kruklanki-Olecko.
W 1939 wieś liczyła 310 mieszkańców.
Obecnie w Możdżanach działa sklep oraz świetlica wiejska.
Niedaleko od Możdżan znajduje się Wolisko – siedziba żubrów.
Na południe od centrum wsi przepływa rzeka Sapina, która ma źródła na północ od jej centrum.